# 나나역
나나역(태국어: นานา)은 타이 방콕에 있는 전철역이다.